# Joseph Cilley
Joseph Cilley (Nottingham, 1791. január 4. – Nottingham, 1887. szeptember 16. vagy 1887. szeptember 6.) az Amerikai Egyesült Államok szenátora (New Hampshire, 1846–1847).